# Neferneferuatón
Ankhkeeperure Neferneferuatón fue el nombre usado por la monarca que reinó tras la muerte de Akenatón, a finales del periodo de Amarna, durante la Dinastía XVIII del Antiguo Egipto. Bajo su reinado, la capital egipcia fue trasladada de nuevo a su ubicación tradicional, Tebas, después del breve lapso en el que estuvo emplazada en Tel el Amarna. Aunque se desconocen las circunstancias de su muerte, se sabe que fue sucedida por Tutankamón. Se desconoce también si fue durante su reinado o durante el de su sucesor cuando se abandonó el culto de Atón, pero en su tumba se encontraron multitud de objetos preciosos que demuestran un gran agradecimiento por parte del clero de Amón.

## Debate sobre su identidad
Neferneferuatón es uno de los faraones más enigmáticos de la historia del Antiguo Egipto, ya que apenas hay información de él, aunque sea intuido bastante que él era en realidad una mujer, y que su identidad real era Nefertiti, Gran Esposa Real del Faraón Akenaton. Probablemente Nefertiti llegaría a ser reina-faraón de Egipto tal y como en el pasado Ya lo había hecho la reina-faraón Hatshepsut.
Uno de los grandes interrogantes es, precisamente, el de la existencia de uno o más personajes que portaron el nombre de Neferneferuatón (‘exquisita es la belleza de Atón’).
Intentaremos abordar la polémica de este asunto analizando todos los casos en los que aparece este nombre:
- Se usa por primera vez en el año 4 de reinado de Amenhotep IV, cuando cambia definitivamente su nombre por el de Akenatón. Al mismo tiempo, la Gran Esposa Real Nefertiti adquiere el sobrenombre antes mencionado, y pasa desde entonces a ser conocida como Neferneferuatón Nefertiti.

- En el año 14 Nefertiti desaparece de los anales y la figura de gran esposa real se ve sustituida por su hija mayor, Meritatón. Al mismo tiempo, aparece un corregente de Ajenatón cuyo nombre es Anjet-Jeperu-Ra Merit-Ua-En-Ra Nefer-Neferu-Aton (o Anjetjeperura Neferneferuatón, la amada de Akenatón). Esto indica que el corregente era una mujer, y dado que Meritatón era ya la gran esposa real, las sospechas recaen sobre Nefertiti, que no habría muerto, sino cambiado de nombre.[2]

- Esta Anjetjeperura vuelve a desaparecer al poco tiempo y se ve sustituida por otro nombre, que es idéntico al anterior, pero en masculino: Anj-Jeperu-Ra Mery-Ua-En-Ra Nefer-Neferu-Aton (Anjjeprura Meryuaenra, el amado de Akenatón). Que indicase una relación con Akenatón solo puede significar dos cosas: o que el rey mantenía una relación homosexual con este sustituto de Nefertiti o que este corregente no fuera más que la propia Nefertiti que, como la reina Hatshepsut, habría "cambiado" de sexo.

- Al poco tiempo, hasta la muerte de Akenatón y poco después, acaba por desaparecer el nombre de Neferneferuatón y es sustituido por el de Semenejkara, quedándose en Anjjeperura Semenejkara. Las ideas antes plasmadas dan a entender que hubo un último cambio de nombre, o bien de Nefertiti o bien de ese amante masculino del rey.

Como se puede ver, la figura de Nefertiti es muy escurridiza, y tantos cambios de nombre no hacen más que despistar a los expertos. Así, las opiniones están divididas entre pensar que Nefertiti murió (o cayó en desgracia) en el año 14 o todo lo contrario, fue ascendida al rango de corregente masculino y acabó por suceder a su marido al trono. La cuestión es determinar si Semenejkara fue hombre o mujer y, hasta que no se sepa con certeza de quién es el cuerpo de la famosa Tumba 55 no se podrá asegurar nada.
- Si Semenejkara era una mujer, indudablemente sería Nefertiti. Como datos a favor de esta teoría están que Semenejkara heredó todos y cada uno de los títulos de la gran esposa real (como se ha visto más arriba), que no hay ninguna constancia de un príncipe real con este nombre ni de su tumba o que Nefertiti no fue la mujer que cayó en desgracia sino que fue Kiya (la segunda esposa de Akenatón).

- Si Semenejkara era un varón, sería un familiar próximo de Akenatón, quizás su hijo o su hermano. Los datos a favor de esta teoría son: estaba casado con la gran esposa real Meritatón, puede ser suyo el cuerpo de la Tumba 55 (emparentado con Tutankamón, según los estudios) y que no hay nada que demuestre a ciencia cierta que Nefertiti se escondía bajo ese nombre.

Es de suponer que el futuro despejará estos serios nubarrones. Solo se puede concluir con una cosa: Neferneferuatón fue un nombre que usó una gran esposa real y después una corregente (si no eran la misma persona) de Akenatón, y por lo tanto debería ser incluido en las listas reales con todo derecho. El hecho de que fue una mujer ha quedado demostrado por la aparición ocasional de trazos femeninos en el nombre y en el epíteto Akhet-en-hyes ("efectiva con su marido"), incorporado a una versión del cartucho de su nomen (su nombre de nacimiento). Se la distingue del faraón Semenejkara, que usó el mismo nombre real, Anjeperure, por la presencia de distintos epítetos en los cartuchos de ambos. En ocasiones se ha sugerido que pudo ser Meritatón o, más probablemente, Nefertiti. Si se tratase efectivamente de Nefertiti en el puesto de un faraón único, como especula el egiptólogo y arqueólogo Dr. Zahi Hawass, su reino estuvo caracterizado por la caída de Amarna y por la reubicación de la capital de nuevo en la ciudad de Tebas.